# كاتدرائية القديس بولس

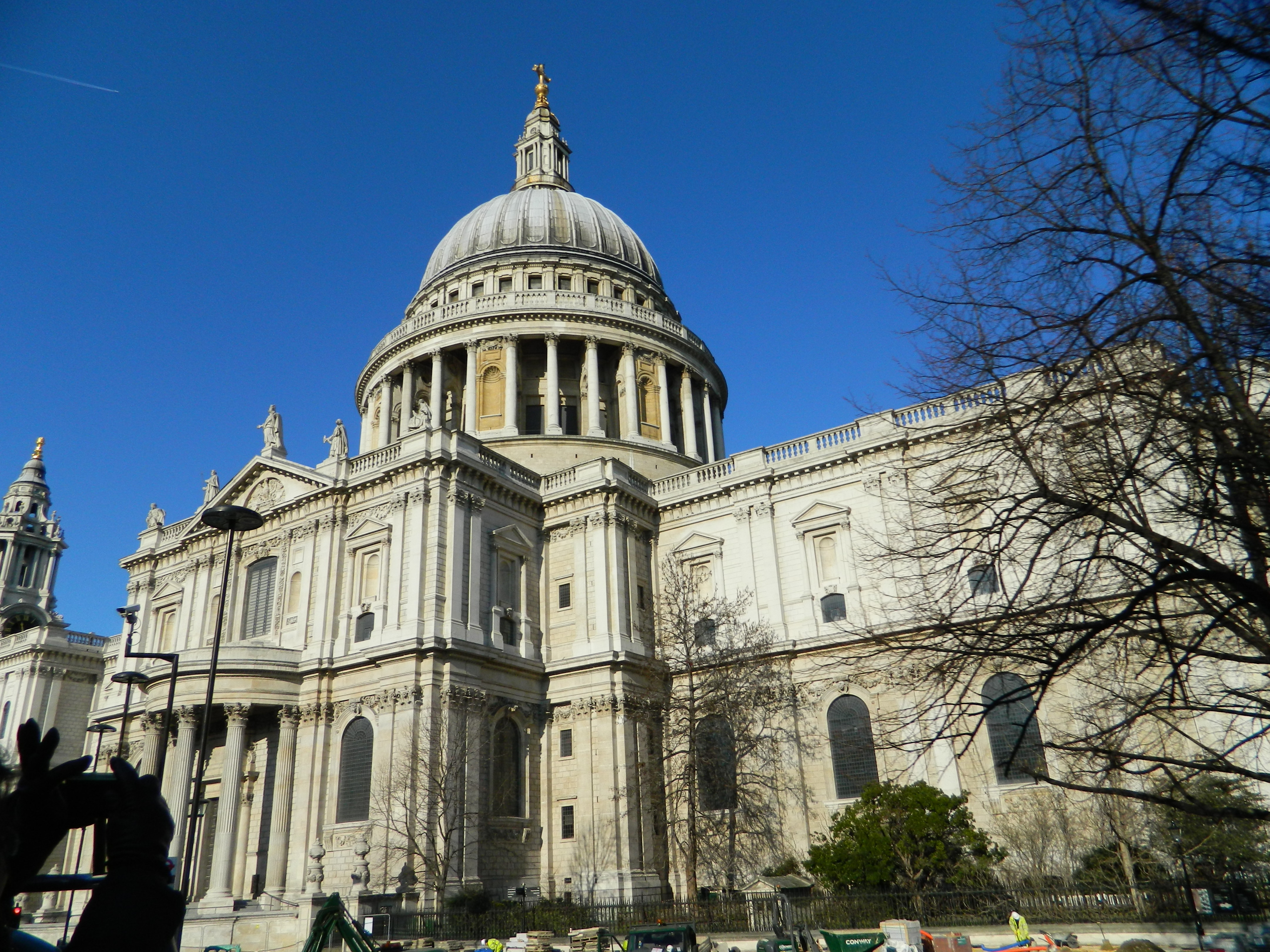
كاتدرائية القديس بولس.

كاتدرائية القديس بولس (بالإنجليزية: St Paul's Cathedral)‏ هي كاتدرائية كنيسة إنجلترا ومقر أسقف لندن. كرست الكاتدرائية تخليدًا لبولس الطرسوسي، ويعود تاريخ تأسيسها إلى عام 604م. وتقع في الجزء العلوي من ودجيت هيل، وهي أعلى نقطة في مدينة لندن، وهي الكنيسة الأم لأبرشية لندن. تم بناء الكنيسة الحالية أواخر القرن السابع عشر من تصميم كريستوفر رن، كجزء من برنامج إعادة بناء لندن بعد حريق لندن الكبير، وقد اكتملت في حياته.
تعد الكاتدرائية أحد أشهر المعالم السياحية في لندن. ونظرًا لأن ارتفاعها 111 متر، فقد ظلت أطول مبنى في لندن بين عامي 1710-1962. ومن حيث المساحة، تعد كاتدرائية سانت بول ثاني أكبر كنيسة في المملكة المتحدة بعد كاتدرائية ليفربول.
من الأحداث الهامة التي شهدتها الكاتدرائية، جنازات هوراشيو نيلسون وآرثر ويلزلي والسير ونستون تشرشل؛ والاحتفالات اليوبيلية للملكة فيكتوريا ملكة المملكة المتحدة، ومراسم زفاف تشارلز أمير ويلز والليدي ديانا سبنسر.

## أعلام
- تيرنر
- ألكسندر فلمنج
- آرثر ويلزلي
- جون غونت
- هوراشيو نيلسون